# Зайончковский, Ананий Ахиезерович
Ана́ний Зайончко́вский (пол. Ananiasz Zajączkowski; 12 ноября 1903, Вильна — 6 апреля 1970, Рим) — польский учёный, востоковед, академик Польской академии наук (ПАН) (1952), профессор Варшавского университета (с 1935). Председатель Союза караимов Польши.

## Биография
Его родители — тракайские караимы Ахиезер (Александр) Зайончковский и Эмилия Безекович. Два года Ананий проучился в Виленской гимназии Сигизмунда Огастуса. В 1915 году, во время Первой мировой войны, когда возникла угроза немецкой оккупации Литвы, семья Зайончковских переехала в Крым, на землю своих предков. Родители отдали Анания в Симферопольскую гимназию. В старших классах юноша настолько увлёкся театром, что на летних каникулах организовал любительскую труппу, которая объездила со своими спектаклями весь Южный берег. В этих постановках Ананий играл роли Отелло, Онегина и Чацкого.
По окончании Гражданской войны, семья Зайончковских вернулась в Литву, которая стала независимой страной. Аттестат зрелости, выданный в Симферополе, был признан неполноценным и Зайончковскому пришлось несколько лет доучиваться в Виленской гимназии имени Зыгмунта Августа.
В 1929 году в Ягеллонском университете Ананий Ахиезерович защитил докторскую диссертацию.

### Научное наследие
Общественная и научная деятельность Анания 3айончковского очень многогранна: он возглавлял кафедру тюркологии в Варшавском университете, с 1953 по 1968 годы он занимал пост директор института востоковедения ПАН, вёл целый ряд курсов по арабистике и иранистике, редактировал знаменитый журнал «Myśl Karaimska».
Ананий Зайончковский является автором многих работ по языкам, истории и культуре тюркоязычных народов. Важнейшие исследования посвящены анализу этнического состава государства мамлюков, Хазарского каганата, Золотой Орды, а также изучению путей расселения тюркских народов, староосманских литературных памятников и турецкой палеографии.

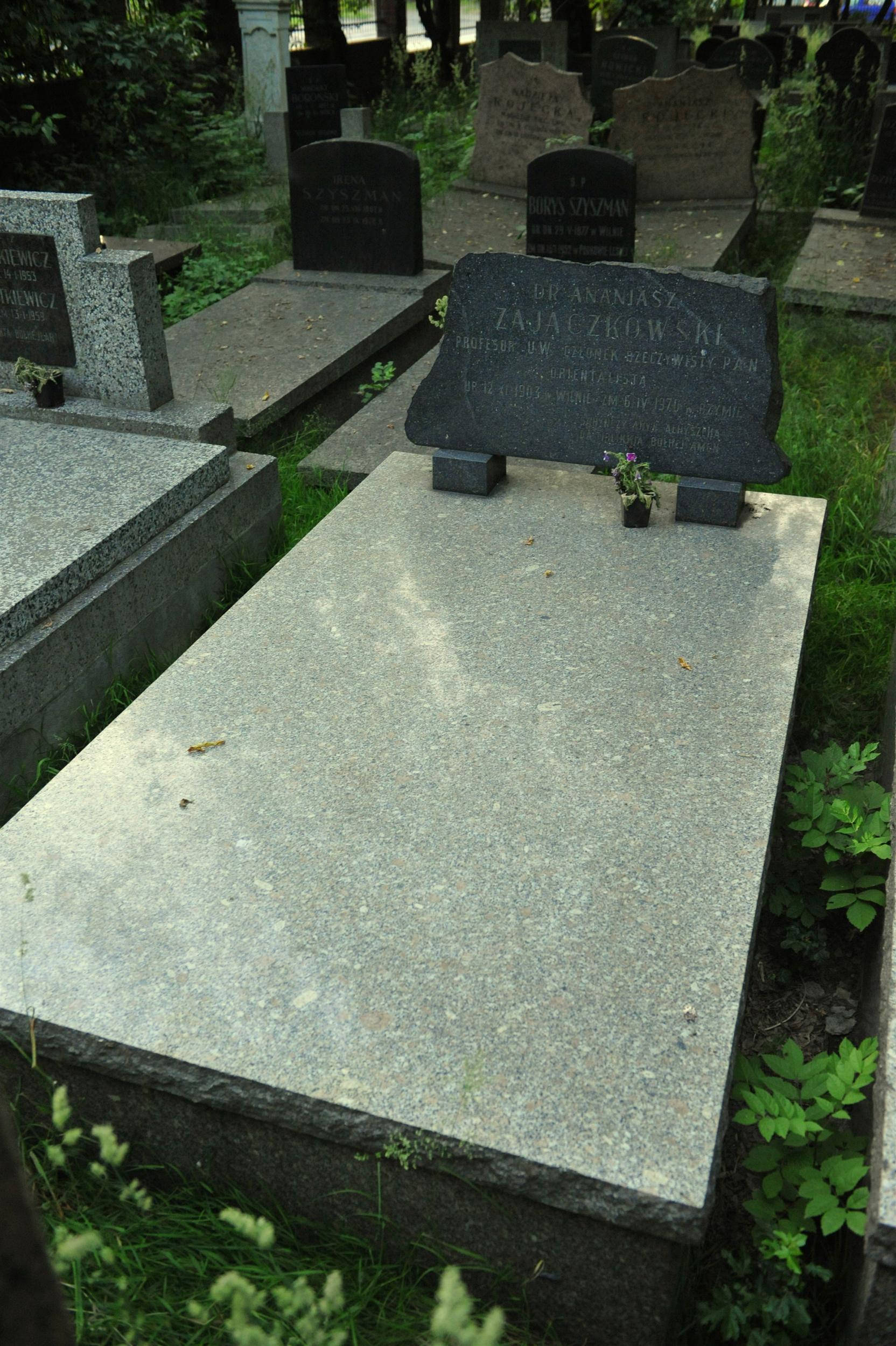
Могила Анания Зайончковского на караимском кладбище в Варшаве «Sahynczy anyn alhyszcha da tirlikkia bolhej. Amen»

Вместе с тем, наиболее важное место в его творчестве занимают работы, посвящённые вопросам истории, религии и культурного наследия караимов. Настоящей энциклопедией считается фундаментальное исследование А. 3айончковского «Караимы в Польше» (Варшава-Париж, 1961, на английском языке). Достоин упоминания библиографический очерк «Караимская литература» (1926), в котором описаны венецианские старопечатные XVI века и караимские памятники, напечатанные в Чуфут-Кале, начиная с 1730-х годов. Учёный исследовал также историю крымских татар и караимов Волыни.

В 1926 году известный польский востоковед Тадеуш Ковальский обратился с пламенным словом к молодым учёным: 
Караимский язык всё ещё должным образом не изучен, во всяком случае исследован не так, как того заслуживает с точки зрения своего научного значения. С этой задачей лучше мог бы справиться коренной караим, который знает язык с детства, но это удастся только в том случае, если он будет должным образом подготовлен и сможет опираться в своей работе на научный метод. Выполнение этой задачи является почётным долгом перед своим народом. Быть может, среди караимской молодёжи, которая сейчас так горячо борется за приумножение и сохранение всего, что родители оставили им в наследство, найдётся тот, кто примет эти слова близко к сердцу.
 Среди откликнувшихся на этот призыв был и 23-летний Ананий Зайончковский. В 1929—1931 гг. он совершил «рейд» по библиотекам Берлина, Стамбула и Парижа, изучая хранящиеся там караимские книги.
Ананий 3айончковский — соавтор академического караимско-русско-польского словаря, автор грамматики караимского языка.
Умер учёный 6 апреля 1970 года. В тот день он собирался уехать из Рима в Неаполь, но в вагоне произошёл инфаркт. Похоронен на Караимском кладбище в Варшаве.

## Сочинения
- Баскаков Н. А., Зайончковский А., Шапшал С. М.  Караимско-русско-польский словарь — Москва, 1974. — 688 с.
- О стратагемах и военных уловках по турецким источникам // Восточные источники по истории народов Юго-Восточной и Центральной Европы. Том III. М., 1974.
- Słownik arabsko-kipczacki…, Warszawa, cz. 1, 1958, cz. 2, 1954.
- Najstarsza wersja turecka «Husräv u Širin» Qutba, cz. 1-3, Warszawa, 1958—1961.
- Turecka versja Šah-nāme z Egiptu Mameluckiego, Warszawa, 1965.
- Sto sentencji i apoftegmatów arabskich Kalifa Ali’ego w parafrazie mamelucko-tureckiej, Warszawa, 1968.